# Bengt Larsson
För underamiralen se Bengt Larsson till Hammarudd.
Bengt Larsson (latin: Benedictus Laurentii Jenecopiensis), möjligen född i Jönköping, död 24 december 1440 var biskop i Linköping mellan 1436 och 1440.